# Verlagsprofil
Das Verlagsprofil ist das Unternehmensprofil eines Verlags. Es basiert hauptsächlich auf der Programmauswahl des betreffenden Verlags und wird des Weiteren von Faktoren wie der Größe des Unternehmens, der Zahl seiner Mitarbeiter, dem Ladenpreis seiner Produkte sowie deren Auflage und Gestaltung beeinflusst.
Für das Verlagsprogramm ist der Verleger verantwortlich, der Produkte in das Titelverzeichnis aufnimmt, neue Reihen eröffnet oder die Schließung bestimmter Bereiche und Inhalte festlegt. Diese Ausrichtung bestimmt das Bild des Verlages beim Buchhandel, Publikum und den Massenmedien maßgeblich mit, wobei die Aufmachung und der Preis der Produkte eine weitere wichtige Rolle spielen. Da in der Vielzahl von Medienunternehmen ein scharfes bzw. markantes Profil immer wichtiger wird, verfolgen viele Verlage eine geplant strategische Selbstdarstellung ihrer Firma nach innen und außen (die Corporate Identity), um so dem wachsenden Wettbewerb besser standhalten zu können. 